# Anoxia kraatzi
Anoxia kraatzi är en skalbaggsart som beskrevs av Edmund Reitter 1890. Anoxia kraatzi ingår i släktet Anoxia och familjen Melolonthidae. Inga underarter finns listade i Catalogue of Life.